# Neptuno del Puntón
Neptuno del Puntón es una obra de Luis Arencibia situada en Telde.
La obra representa el dios Neptuno saliendo del mar.
En noviembre de 2010, Muchos niños y no tan niños jugaban alrededor de la estatua, dañando así sus brazos y manos. Eso sumado al propio oleaje le costó un brazo y la desaparición temporal de su tridente, posteriormente sería reparado en 2017 con coste de 23.184 euros y ahora reforzada con barras de acero inoxidable y soldada a la roca sobre la que se erige, además de haber sido cubierta de grasa para prevenir la escalada de las personas que nadan por los alrededores y evitar así futuros destrozos.